# Telefuturo
A Telefuturo é uma rede de televisão paraguaia localizada em Assunção, capital do Paraguai. O canal de televisão da emissora é sintonizado no canal 4 VHF é no canal 18 UHF. O sinal da Telefuturo chega a quase toda a população paraguaia através das suas 12 repetidoras.
A maior cobertura da Telefuturo é a região oeste do Paraguai, onde está a maior parte da população, 97%.
No dia 11 de novembro de 2022, por ocasião dos seus 25 anos, o canal renovou sua imagem e aspecto artístico. Além disso, lançaram sua primeira estação repetidora de TDT para Ciudad del Este e arredores.

## Programação

### Em 2011
Transmissão da Copa América de 2011: A Rede de televisão adquiriu o pacote para a transmissão do evento esportivo de forma exclusiva no Paraguai.

## Emissoras da Telefuturo

### Retransmisores
- Paraguai
  - Encarnación - Canal 5
  - Salto del Guairá - canal 14
  - Ciudad del Este - Canal 14
  - Coronel Oviedo - Canal 10
  - Pedro Juan Caballero - Canal 14
  - Juan E. O'leary - Canal 13
  - San Ignacio - Canal 5
  - Pilar - Canal 12
  - Concepción) - Canal 9
  - Vallemí - Canal 12
  - San Pedro - Canal 12
  - Santaní - Canal 14
  - Mariscal Estigarribia - Canal 10
  - María Auxiliadora - Canal 6
- Argentina
  - Clorinda (Formosa, Argentina) - Canal 9

### Controvérsias
Em uma final cheio de emoções e ao mesmo tempo controverso no programa Baila Comigo Paraguay, um erro de transcrição nos resultados, deu como vencedora a atriz Andrea Quatrocchi com 69,87% dos votos. Porém, logo após anunciar o resultado, o apresentador voltou atrás e informou que a vencedora era a cantora Nadia Portillo, que até então tinha recebido 30,13% dos votos.
Na ocasião, Nadia Portillo, La Kchorra como é chamada, teve de ser atendida pelos para-médicos e levada a um pronto socorro devido ao choque emocional que recebeu.
Carlos Céspedes, professor e parceiro de La Kchorra durante o quadro, mostrou totalmente inconformado com o erro do programa, aonde em seu discurso apenas agradeceu a quem sempre lhe apoio.
Em 2007, o então presidente do Paraguai, Nicanor Duarte Frutos, atacou a mídia do Grupo Vierci (incluindo Telefuturo e Última Hora) com uma série de discursos em Jopará. Esses acontecimentos fizeram com que Nicanor perdesse as eleições.
Desde 2010, tem havido um boicote convocado por vários jornalistas de extrema-direita e utilizadores das redes sociais, chamando a Telefuturo de televisão lixo ou de informação lixo por transmitir o seu conteúdo estelar.
Em outubro de 2017, eclodiu uma polêmica protagonizada pelo advogado Rubén Mazier, de quem vazou um áudio transmitido no WhatsApp e nas redes sociais em que ameaçava o jornalista Luis Bareiro de atear fogo ao canal com gasolina e “queimá-lo com todo mundo”. degenerados que estão aí." Mazier disse que "o que está sendo discutido aqui é que eles querem colocar na nossa cabeça que o que os degenerados fazem está bem", que o canal "estava cheio de homossexuais e viciados em drogas, tem já faz algum tempo." Eu venho dizendo" e que "a qualquer momento vamos jogar gasolina naquele maldito canal de degeneração". Chegou a atacar Antonio José Vierci, dono do canal, dizendo que “ele é o principal contrabandista desta República, mas que quer se apresentar como um monstro franciscano ou um seminarista”. a rádio Monumental 1080AM onde trabalha, criticou a Igreja Católica e seus representantes, que no Paraguai “as mulheres são menos que os homens” e que não quer para suas filhas “um país onde o sexo determine as oportunidades que você tem” e se declarou ser a favor da igualdade de género. Após a polêmica pela transmissão do áudio, Mazier admitiu que era dele e pediu desculpas.

## Novelas
- Papá del Corazón
- De mil amores
- La doña

## Ligações Externas
- «Site oficial»